# Левин, Джек
Джек Левин (1915, Бостон, Массачусетс — 2010, Нью-Йорк) — американский живописец и график.

## Биография
Родившись в семье литваков, Левин вырос на южной оконечности Бостона, где он наблюдал уличную жизнь, состоявщую из европейских эмигрантов и распространённой бедности и социальных проблем, что стали темами его работ. Сначала он занимался рисованием с Гарольдом К. Циммерманом в 1924-31 гг. С 1929 по 1933 гг. в Гарвардском университете Левин с однокурсником Хаймэном Блумом учились и Динмэн Росс. В 1932 году при содействии Росс картины Левина были выставлены в художественном музее Фогга в Гарварде, а три года спустя Росс было завещано музею 20 картин Левина.
О жизни художника снят документальный фильм: «Джек Левин: Пиршество чистого разума» (Jack Levine: Feast of Pure Reason, 1989).

## Труды
Художник работал преимущественно в экспрессивной манере. В его творчестве преобладает сатира на современную жизнь: «Похороны гангстера» (1952—1953), «Ночь выборов» (1954), «Инаугурация» (1956—1958), «Шабаш ведьм» (1963). Особое место занимает библейская тема: «Царь Давид» (1940), «Езекия» (1956), «Каин и Авель» (1961). Произведения Джека Левина находятся в собрании Института искусств Чикаго, Музее современного искусства (Нью-Йорк), Художественном музее Метрополитен, и других музеях Нью-Йорка, Вашингтона, Бостона, Иерусалима, Ватикана.